# Габитов, Риф Фатихович
Риф Фатихович Габитов (род. 5 декабря 1951, Азналкино, Башкирская АССР) — танцор, художественный руководитель Государственного ансамбля народного танца им. Ф. Гаскарова (2000—2004). Народный артист Республики Башкортостан (1994), лауреат Государственной премии Республики Башкортостан имени Салавата Юлаева (1995).

## Биография
Риф Фатихович Габитов родился 5 декабря 1952 года в деревне Азналкино Белорецкого района БАССР.
Отец был клубным работником, играл на курае, скрипке, пел, танцевал.
Риф Габитов с 1967 по 1970 годы учился в Республиканской гимназии-интернате имени Рами Гарипова. По окончании гимназии он поступил на филологический факультет Башкирского государственного университета (ныне Уфимский университет науки и технологий). Здесь он танцевал в студенческом ансамбле народного танца.
Получил специальность филолога, работал преподавателем башкирского языка и литературы, русского языка и литературы в школе.
Интерес к танцу привёл его в ансамбль народного танца Ф. Гаскарова, где он с 1974 по 1992 годы работал артистом Башгосфилармонии.
С 1992 по 1996 годы Габитов — артист балета и кураист ансамбля народного танца Ф. Гаскарова Башгосфилармонии.
В 1995 году Габитову Рифу Фатыховичу за постановку танцев «Медный каблук», «Песнь табунщика», «Башкирский краковяк» и высокое исполнительское мастерство присуждается Государственная премия Республики Башкортостан имени Салавата Юлаева.
Окончив карьеру артиста в 1996 году, Габитов работал инспектором отдела кадров в коммерческом банке социального развития «Социнвестбанк». В 1998—1999 гг он — ведущий специалист ОАО «Социнвестбанк», с 1999 г — главный специалист ОАО «Социнвестбанк».
В 2000 г. Риф Габитов вернулся в ансамбль народного танца имени Ф. Гаскарова художественным руководителем. С 2004 года он возглавляет Стерлитамакский Театр танца, созданный в 1991 году заслуженным артистом РБ Халилом Ишбердином.

## Общественная позиция
В 2024 году на встрече представителей Всемирного курултая башкир Габитов предложил почтить минутой молчания память Рифата Даутова, умершего после задержания силовиками из-за протестов в Баймаке, однако глава Республики Башкортостан Радий Хабиров назвал такое предложение «отвратительным и бессовестным».

## Личная жизнь
Жена — Светлана Алексеевна Есть сын, две дочери, внуки.

## Награды
- Заслуженный артист Башкирской АССР (1989).
- Народный артист Республики Башкортостан (1994).
- Государственная премия Республики Башкортостан имени Салавата Юлаева (1995).